# Hollermühle
Hollermühle (en luxembourgeois : Hollermillen ), ou parfois Holler-Moulin en français, est une localité de la commune luxembourgeoise de Weiswampach située dans le canton de Clervaux.